# Corcova
Corcova è un comune della Romania di 6040 abitanti, ubicato nel distretto di Mehedinți, nella regione storica dell'Oltenia. 
Il comune è formato dall'unione di 13 villaggi: Breța, Cernaia, Corcova, Cordun, Croica, Gârbovățu de Jos, Imoasa, Jirov, Măru Roșu, Pârvulești, Pușcașu, Stejaru, Vlădășești.